# Mozarabischer Ritus

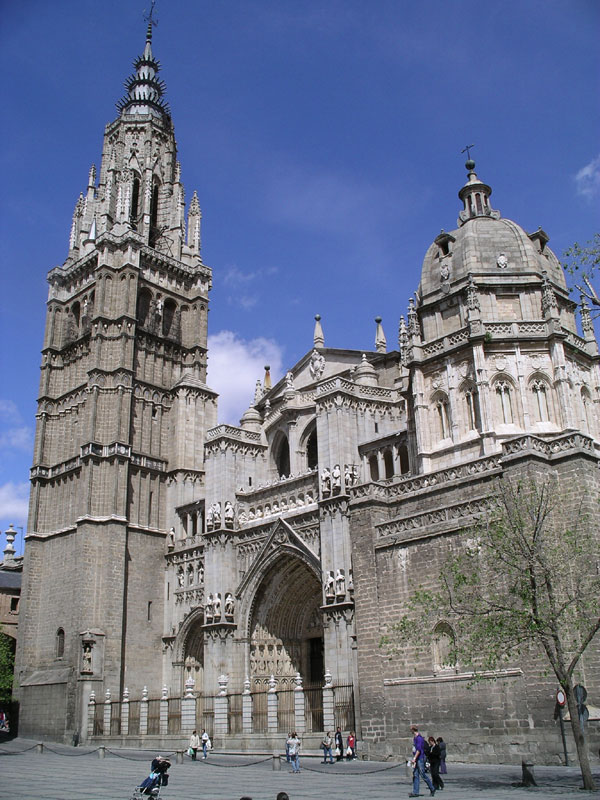
Kathedrale von Toledo

Der mozarabische Ritus (auch mozarabische Liturgie, westgotische Liturgie oder altspanische Liturgie genannt) ist ein liturgischer Ritus der römisch-katholischen Kirche, der sich auf der Iberischen Halbinsel entwickelt hat und heute noch an einigen wenigen Orten in Spanien praktiziert wird. Auch andere Bezeichnungen wie Toledanischer Ritus oder Isidorianischer Ritus (nach Isidor von Sevilla) sind vereinzelt zu finden.

## Geschichtliche Entwicklung
Im Zuge der raschen Ausbreitung des Christentums im Römischen Reich entstanden in den einzelnen Teilkirchen diverse liturgische Riten, unter denen der römische Ritus zunächst noch keine besondere Vorrangstellung besaß. Die Entstehung und Durchsetzung des auf der Iberischen Halbinsel gefeierten Ritus war ein Zeichen der erstarkenden Kirche in den hispanischen Provinzen und ihrer lange aufrechterhaltenen relativen Unabhängigkeit von Rom. Die Liturgie ist schon im 4. und 5. Jahrhundert belegt, also kurz nach der Erhebung des Bistums Toledo zum Erzbistum. Zu dieser Zeit beherrschten die Westgoten die Iberische Halbinsel. Sie waren zunächst Arianer, bekehrten sich aber ab etwa 589 zur nizänischen Dreifaltigkeitslehre. 
Unter westgotischer Ägide breitete sich der Ritus über deren gesamten Herrschaftsbereich aus, die größte Verbreitung wird für das 7. Jahrhundert angenommen.
Nach dem Einfall der Mauren in Hispanien im Jahre 711 und der damit verbundenen Ausbreitung des Islams gerieten die meisten Christen auf der Iberischen Halbinsel unter maurische Herrschaft. Sie passten sich in der äußeren Lebensform den neuen Herren an – daher der Name Mozaraber – und feierten weiter ihre Gottesdienste in der überkommenen, westgotischen Liturgieform. Auch in den nichtmaurischen Gebieten der Pyrenäenhalbinsel blieb es zunächst bei diesem Ritus. Zur Übernahme der römischen Liturgie und Kirchenordnung kam es schrittweise und ausgehend von den Pyrenäen mit ihren karolingischen Einflüssen, hauptsächlich jedoch im 11. und 12. Jahrhundert im Rahmen der Europäisierung der Iberischen Halbinsel. Dieser Prozess ging mit der wachsenden politischen und kirchenpolitischen Einflussnahme römischer, normannischer und französischer Mächte auf die inneriberischen Verhältnisse und die dort von christlichen Herrschern betriebene Reconquista einher.

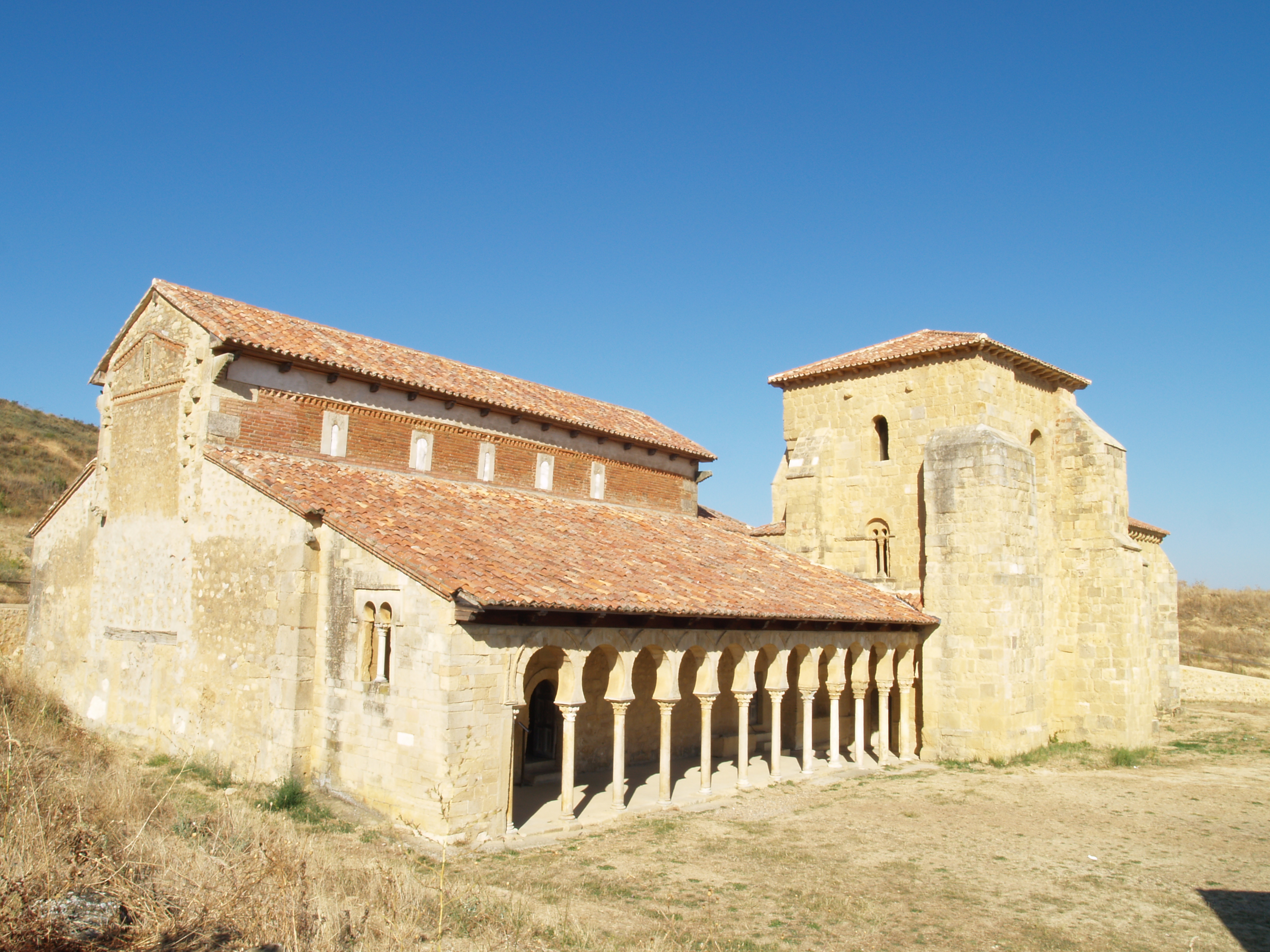
Mozarabische Kirche San Miguel de Escalada bei León

Die Eroberungszüge und der Aufbau neuer weltlicher und kirchlicher Strukturen in den von den Christen neu gewonnenen Gebieten zogen nicht nur viele Adlige und Kleriker aus anderen christlichen Regionen Europas ins Land, sondern man übernahm zum Teil auch neue rechtliche Grundsätze und Organisationsformen. Besonders das Papsttum, das mit den Kirchenreformen des 11. Jahrhunderts die Zentralisierung der Kirche vorantrieb, unterstützte diesen Prozess, der sich unter anderem in der Besetzung von Bischofssitzen mit französischen Klerikern, im wachsenden Einfluss des benediktinischen Mönchtums, vor allem der Cluniazenser, aber auch zum Beispiel in der Ablösung der traditionellen westgotischen Schrift durch die im übrigen Westeuropa schon lange allgemein übliche karolingische Minuskel und anderes mehr ausdrückte.
Nachdem Papst Alexander II. den Wechsel zum römischen Ritus angeordnet haben soll, wurde dieser zuerst im Königreich Königreich Aragón eingeführt. 1074 wurde die mozarabische Liturgie durch Papst Gregor VII. ausdrücklich verboten und der römische Ritus 1080 auf einem Konzil in Burgos von den päpstlichen Gesandten für in allen Ländern der Iberischen Halbinsel verbindlich erklärt.
Gegen die Durchsetzung des römischen Ritus gab es vielfältigen Widerstand, da der Rituswechsel den jurisdiktionellen Anschluss der bis dahin sehr eigenständigen iberischen Kirche an Rom bedeutete. Damit verbunden war auch eine deutliche Schwächung des Einflusses der Laien in den Kirchen und Klöstern, was wiederum die Grundlagen der Herrschaft des Adels einschränkte und letztlich die Zentralgewalt des Königtums stärkte.
Nach der Eroberung Toledos im Jahr 1085 weigerte sich die dortige mozarabische Bevölkerung, die römische Liturgie zu feiern. Darauf erlaubte der Papst sechs Pfarreien im Erzbistum Toledo, den mozarabischen Ritus weiterhin zu praktizieren. (Später bestätigte das Konzil von Trient den mozarabischen Ritus im jeweils bestehenden Umfang neben dem Ambrosianischen als zulässig.) Neben diesen sechs Gemeinden wurde der mozarabische Ritus fortan nur noch von den Christen der maurischen Herrschaftsgebiete gefeiert und erhielt so seinen Namen.

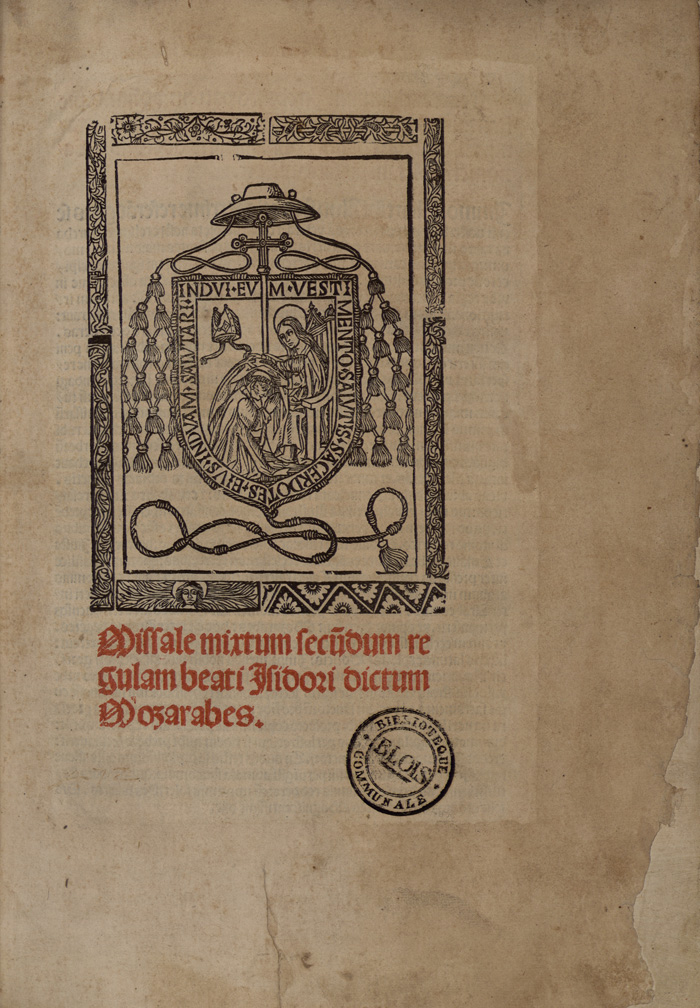
Titelblatt des Missale Mixtum secundum regulam beati Isidori dictum Mozarabes aus dem Jahr 1500

## Neubelebung durch Francisco Jiménez de Cisneros
Die sechs Gemeinden Toledos, denen der Papst die Verwendung des mozarabischen Ritus genehmigt hatte, waren Personalpfarreien, die sich von den örtlichen Territorialpfarreien nur durch den Ritus unterschieden. Die verwendeten Sprachen waren Latein und Kastilisch. Die Zahl der Gemeindemitglieder und damit die Einnahmen der Gemeinden, verminderten sich im Lauf der Zeit. Das führte dazu, dass sich kaum geeignete Bewerber für die schlecht bezahlten Pfarrstellen fanden. Es gab Pfarrer, die die Zeremonien und Gesänge nicht kannten. Sie konnten auch die Informationen, die in den liturgischen Manuskripten dazu enthalten waren, nicht lesen, da diese vor Jahrhunderten in westgotischen Lettern geschrieben waren. Bereits die Vorgänger des Erzbischofs Cisneros, Alfonso Carrillo und Pedro González de Mendoza hatten Maßnahmen zur Verbesserung der Situation durch Umorganisation der Gemeinden ergriffen. Als Francisco Jiménez de Cisneros Erzbischof von Toledo wurde, stand die mozarabische Liturgie kurz vor ihrem Verschwinden.
Die Liturgien in den sechs Gemeinden waren nicht einheitlich. Die vorhandenen Manuskripte waren teilweise kaum verwendbar und unvollständig. Francisco Jiménez de Cisneros hielt das Fehlen von verbindlichen liturgischen Büchern für eines der wichtigsten Probleme. Er beauftragte den Kanoniker Alonso Ortiz, der sich bereits früher mit Fragen der römischen Liturgie befasst hatte, das vorhandene Material zu sichten und druckfähige Vorlagen für ein Missale und ein Breviarium zu schaffen, die den Originaltexten aus der Zeit der Westgoten möglichst nahe kommen sollten. Im Jahr 1500 wurde das Missale mixtum secundum regulam beati Isidori, dictum mozarabes und 1502 das Breviarium secundum regulam beati Hysidori in der Druckerei des Pedro Hagenbach in Toledo gedruckt.
An der Kathedrale von Toledo ließ Erzbischof Francisco Jiménez de Cisneros  in den Jahren 1502 bis 1510 eine Kapelle errichten, die „Capilla del Corpus Christi“, in der die Gottesdienste nach dem mozarabischen Ritus abgehalten werden sollten. Die Kapelle ist heute allgemein als „Capilla Mozárabe“ bekannt. Sie wurde nach den Plänen und unter der Leitung des Baumeisters Enrique Egas auf den Grundmauern des Südturmes der Kathedrale errichten. An dieser Stelle befand sich vorher der Kapitelsaal. Die Kapelle, die den Namen „Corpus-Christi-Kapelle“ („Capilla del Corpus Christi“) erhielt, ist etwa 8,70 m lang und 8,90 breit. Der Altarraum ist 3,00 m lang 7,50 m breit. Die Kuppel, die 1622 ausbrannte, wurde 1631 durch eine neue ersetzt. Die personelle Ausstattung der Kapelle bestand aus dreizehn Kaplänen und weiteren Personen, die für diese Stellen ausgebildet waren und als besonders geeignet galten. Im September 1508 wurde zwischen Kardinal Cisneros und Vertretern des Domkapitels eine Verfassung für die Kapelle vereinbart, die die Besetzung der Stellen, die Tätigkeit der Kaplane und die Finanzierung sicherstellte. Die erste mozarabische Messe wurde in der Kapelle am 15. Juli 1511 gehalten. In der Kapelle finden auch heute noch regelmäßig Gottesdienste nach dem mozarabischen Ritus statt.

## Besonderheiten und Verbreitung
Der Historiker Klaus Herbers beschreibt die Unterschiede zwischen der mozarabischen und der römischen Liturgie, die sich vorrangig in den zeremoniellen Formen und der Zahl und Abfolge der liturgischen Handlungen zeigen. So besaß die traditionelle westgotische Liturgie:
- eine größere Anzahl von Lesungen aus dem Alten Testament;
- eine andere Anordnung einzelner Teile der Messe;
- eine eigenständige und von der benediktischen stark abweichende Mönchsliturgie (Stundengebet);
- einen differenzierteren Festkalender mit anderen Heiligenfesten.

Die mozarabische Messfeier war in altkirchlicher Tradition in zwei klar voneinander getrennte Abschnitte eingeteilt: die „Katechumenenmesse“, d. h. die Verkündigung an die Gemeinde und die (erwachsenen) Taufschüler (systematisch in etwa dem modernen Wortgottesdienst entsprechend), die den Kirchenraum anschließend verlassen mussten, während die bereits getauften Gemeindemitglieder auch am zweiten Teil der Feier, der Eucharistie, teilnahmen. Die Kommunion wurde unter beiderlei Gestalten gereicht, das Vaterunser wurde vor der Wandlung gesprochen und das Credo war in das Hochgebet der Messe integriert.
Heute wird der mozarabische Ritus in der Kathedrale von Toledo, in Salamanca, bei den Mönchen auf dem Montserrat und in der Abtei Santo Domingo de Silos sowie von Priestern mit Spezialerlaubnis gefeiert. Obschon nur noch begrenzt verbreitet, wurde die mozarabische Liturgie nach dem Vatikanum II durch die Herausgabe des «Missale Hispano-Mozarabicum» (1991) (durch die Spanische Bischofskonferenz und den Erzbischof von Toledo) als eine der römischen Liturgie grundsätzlich gleichwertige und ebenbürtige bestätigt.

### Darstellungen
- Ludwig Vones: Geschichte der Iberischen Halbinsel im Mittelalter 711–1480. Reiche – Kronen – Regionen. Thorbecke, Sigmaringen 1993, ISBN 3-7995-7113-2; hier besonders: S. 83 ff.
- Klaus Herbers: Geschichte Spaniens im Mittelalter. Vom Westgotenreich bis zum Ende des 15. Jahrhunderts. Kohlhammer, Stuttgart 2006, ISBN 978-3-17-018871-6; hier besonders: S. 150 ff.